# Condado de Essex (Ontario)
El Condado de Essex es el condado y división censal más meridional de Canadá, situado en el suroeste de Ontario. La sede administrativa es el pueblo de Essex. El Condado de Essex tiene una población de 177 891, y la división del censo, incluyendo Windsor, tiene una población de 388 782 a partir del censo de Canadá de 2011.

## Geografía
El Condado de Essex se compone en gran parte de los suelos a base de arcilla, con suelos arenosos a lo largo de las playas y costas. En su mayor parte, el condado de Essex es plano con tierras de cultivo y con algunas arboledas. Hay una pequeña cresta de 30-50 pies (10-15 m) cerca de Leamington y Kingsville en la parte sur de la provincia, y un pantano grande cerca del Área de Conservación Hillman Marsh, y el Parque nacional Point Pelee. La parte más urbanizada del condado es la ciudad de Windsor. Excluyendo Windsor (que es un municipio separado), Leamington es la parte más urbanizada del condado.

## Demografía
Poblaciones históricas:
- Población en 2001: 374.975
- Población en 1996: 350.329

La ciudad de Windsor constituye la mayor parte de la población del condado, sesgando los datos del censo. Estadísticas sin Windsor son:
- Área del Terreno: 1,704.46 kilómetros cuadrados (658.10 sq mi)
- Población (2011): 177.891
- Densidad: 104,4 habitantes por kilómetro cuadrado (270 / sq mi)[1]